# Othresypna pseudoumbrosa
Othresypna pseudoumbrosa är en fjärilsart som beskrevs av Emilio Berio 1973. Othresypna pseudoumbrosa ingår i släktet Othresypna och familjen nattflyn. Inga underarter finns listade i Catalogue of Life.